# Fargas (dessinateur)
Fargas, de son vrai nom Jean-Jacques Emungania, né le 15 juin 1962 dans le Kasaï oriental (Zaïre), est un auteur de bande dessinée zaïrois-gabonais. Il exerce le métier de médecin généraliste à l'hôpital général de Libreville.

## Biographie
Zaïrois de naissance (neveu de Patrice Emery Lumumba), il arrive en Belgique en 1969 puis s'installe à Libreville en 1983 pour étudier la médecine à l’université Omar Bongo. Durant son enfance en Belgique, il a l'occasion de rencontrer les dessinateurs Tibet et Hermann qu'il considère comme ses parrains, et qui ont contribué à influencer le trait de cet autodidacte. Parallèlement à ses études, il livre des planches à la presse BD locale. Devenu médecin généraliste, il continue à réaliser des albums, à un rythme lent. De 2000 à 2005, Fargas a également été chargé de concevoir les tenues de l'armée gabonaise.

## Œuvres
- Série : Yannick Dombi pour le Programme national de lutte contre le sida (PNLS)
  - Yannick Dombi, ou le choix de vivre, tome 1, Libreville : Multipress, 1991.
  - Yannick Dombi, terreur à Lambaréné, tome 2, Libreville : Multipress, 2007.
  - Yannick Dombi, Chantage au virus, tome 3, 2011
  - Yannick Dombi, ... , tome 4, à paraitre
- Force macabre (scénario de Sima Olé), publié dans la revue Le Cocotier
- Balle de match, Libreville : Fargas et Impala, 1995
- Les Rats du musée, Libreville : Ciciba, 1999